# Актобинський сільський округ (Шуський район)
Актоби́нський сільський округ (каз. Ақтөбе ауылдық округі, рос. Актобинський сельский округ) — адміністративна одиниця у складі Шуського району Жамбильської області Казахстану. Адміністративний центр — село Актобе.
Населення — 1106 осіб (2021; 1181 у 2009, 1442 у 1999, 1717 у 1989).
Станом на 1989 рік існувала Актобинська сільська рада (село Актобе). 1997 року Актобинська сільська адміністрація була приєднана до складу Корагатинського сільського округу, 2002 року округ був відновлений.